# Ёканье
Ёканье — одно из фонетических диалектных явлений русского языка в области вокализма, которое заключается в произношении гласного [о] после мягких согласных в безударном положении: [в’о]сна́ (весна), [с’о]стра́ (сестра), о́[з’о]ро (озеро), по́[л’о] (поле), [н’о]су́ (несу), [п’о]ку́т (пекут), [б’о]ру́ (беру) и т. п. Ёканье не является одним из типов безударного вокализма после мягких согласных, таких как еканье, иканье или яканье, а представляет собой фонетическую реализацию фонем (в первую очередь фонемы /о/). Ёканье входит в число диалектных черт, включённых в характеристику севернорусского наречия.

## Ареал распространения и общие сведения
Ареал распространения ёканья охватывает только те диалекты русского языка, для которых характерно оканье, помимо севернорусских ёканье встречается также в западных и восточных среднерусских окающих говорах. При этом в разных диалектных объединениях в зависимости от положения безударного слога с [о] в слове и от соответствия [о] этимологическим е / ь или ĕ отмечается неодинаковое соотношение слов (различный охват лексики) с безударным [о] после мягких согласных.
В южнорусских, западных и восточных среднерусских акающих говорах, а также в русском литературном языке [о] после мягких согласных (обозначаемое на письме буквой ё) в безударном положении не встречается. В той же позиции, в которой в окающих говорах произносится ['о]: [н’о]су́ (несу), в литературном языке произносится звук [ие]: [н’ие]су́, а в южнорусских и части среднерусских говоров распространено произношение, связанное с такими типами безударного вокализма, как яканье ([н’а]су́) и иканье ([н’и]су́).
Ёканье характерно для тех окающих говоров, в которых различаются в соответствии с /о/, /е/, /а/ после мягких согласных перед твёрдыми в безударном положении гласные [о], [е], [а]: [н’ос] — [н’ос]у́ (нёс — несу), [л’ес] ([л’и͡ес], [л’ẹс]) — в [лес]у́ (лес — в лесу), [п’а́т]ый — [п’ат]а́к (пятый — пятак) (в отличие от других типов вокализма, где различаются [е], [а] или только [е], последний тип вокализма называется еканьем). Таким образом, в окающих говорах наряду с [о] ([н’о]су́) (различение /о/ и /е/) также встречается произношение звука [е] ([н’е]су́) (совпадение /о/ и /е/ в одном звуке [е]).
Перед твёрдыми согласными ёканье встречается во всех окающих говорах (в части говоров — наряду с [е]), наиболее последовательно (то есть произношение безударного [о] охватывает большую часть лексики) ёканье распространено в заударных слогах. Гласный ['о] обычно соответствует *е / *ь, в редких случаях соответствует *ĕ.

## В первом предударном слоге

### Среднерусские окающие говоры
В среднерусских окающих говорах ёканье встречается наиболее последовательно в словах на месте предударного этимологического е после мягких согласных и перед исконными твёрдыми (кроме [е] в приставках и заимствованных словах). Исключение составляют говоры Гдовской группы с преобладанием сильного яканья и яканья гдовского типа. В части Новгородских говоров произносится только [е] (еканье) или [е] наряду с [о]. Произношение ['о] перед твёрдыми согласными без лексико-грамматических ограничений во всех словоформах характерно только для Владимирско-Поволжской группы говоров.
Также ['о] в среднерусских окающих говорах может употребляться в части слов на месте этимологического ĕ (ѣ): ц[в’ет] — ц[в’от]у́т (цвет — цветут), [jе́л]а — [jод]а́ (ела — еда), [л’ес] — в [л’ос]у́ (лес — в лесу) и т. п., никогда не распространяясь на все слова с этимологическим ѣ ([о] в этом случае является лексикализованным или грамматикализованным). Произношение ['о] на месте е из *ĕ связывается с произношением слов, входящих в ту же грамматическую или акцентологическую модель со словами с ['о] из *е / *ь. Например, существительное ср. рода [в’о]дро́ (ведро) (с ['о] из *ĕ) отмечается только в тех говорах, где встречается модель произношения того же типа с ['о] из *е / *ь — [с’о]ло́ (село). Данный тип произношения распространён в говорах Владимирско-Поволжской группы. В других окающих говорах представлены мелкие островные ареалы этого явления.

### Говоры севернорусского наречия
Для многих севернорусских говоров при произношении в большинстве слов ['о] на месте этимологического е в первом предударном слоге характерно произношение [е] в личных формах глаголов: [н’ес]у́, [н’ес]у́т, [п’ек]у́, [п’ек]у́т и т. п., возникшее в результате выравнивания основы по другим формам, где не было перехода [е] в ['о] перед мягким согласным: [н’ес']е́шь, [н’ес']е́т, [н’ес']е́м, [н’ес']е́те. В говорах севернорусского наречия ['о] как единственно возможный тип произношения встречается редко, во многих говорах [о] и [е] постоянно сосуществуют, количество случаев с [о] может быть незначительным, с преобладанием [е] и единичным употреблением [о]. Так, совпадение /о/ и /е/ в одном звуке [е] в первом предударном слоге характерно для говоров Костромской группы при широком распространении в них также еканья (совпадения /о/, /е/, /а/ в [е]). Наиболее последовательно ёканье в данной позиции отмечается в говорах Ладого-Тихвинской группы.
В положении перед мягкими согласными в первом предударном слоге и в севернорусских, и в среднерусских говорах встречается только [е].

## Во втором предударном слоге
Во втором предударном слоге безударный гласный звук [о] после мягких согласных встречается редко и только в говорах с полным оканьем (в севернорусских говорах): [з’о]рновы́е (чаще наблюдается в этой позиции произношение [е]: [з’е]рновы́е). В говорах с неполным оканьем (в среднерусских окающих говорах) во втором предударном слоге произносится так же, как и в акающих говорах, звук [и (ь)]: [з’и]рновы́е или [з’ь]рновы́е.

## В заударных слогах
Произношение безударного [о] часто встречается в заударных слогах.
Заударное ёканье преимущественно распространено в говорах с полным оканьем. В среднерусских заударное ёканье отмечается только в Новгородских говорах и на севере ареала владимирско-поволжских говоров исключительно в окончаниях существительных и глаголов.
- Заударное ёканье в окончаниях.

Наиболее часто ['о] встречается в окончаниях существительных с основой на парные мягкие согласные и /j/: ка́м[н’о]м (камнем), зу́б[jо]в (зубьев), сара́[jо]в (сараев), дере́в[н’о]й (деревней), с дя́[д’о]й (с дядей), по́[л’о] (поле), воскресе́н[jо] (воскресенье) и т. п., а также в окончаниях глаголов 1-го лица мн. числа: бу́[д’о]м (будем), ста́[н’о]м (станем) и в окончаниях глаголов 2-го лица мн. числа: несе́[т’о] (несёте), лю́би[т’о] (любите) и т. п.
- Заударное ёканье в корнях слов.

Редко ['о] встречается в корнях слов: вы́[н’о]су (вынесу) и т. п. Относительно чаще ['о] на месте е из *е и *ь отмечается в заударном неконечном слоге перед твёрдыми согласными (вы́[н’о]су (вынесу), о́[з’о]ро (озеро) и т. п.), очень редко перед мягкими согласными (вы́[в’о]ди (выведи), в о́[з’о]ре (в озере) и т. п.) В севернорусских говорах в заударных слогах как правило различаются гласные на месте е из *е / *ь и на месте *ĕ: вы́[н’о]су (на месте е), но вы́[л’е]зу (на месте ĕ), очень редко встречаются случаи совпадения этих гласных в ['о]: вы́[н’о]су и вы́[л’о]зу.
Особенностью распространения заударного ёканья является то, что произношение ['о] в заударном слоге чаще встречается в тех окающих говорах, в которых нет ёканья предударного. Различение заударного ['о] при этом могло возникать не фонетическим путём, а в результате действия грамматической аналогии, обычно как обобщение в окончаниях звука, представляющего ту же гласную фонему под ударением: го́[р’о] (горе) — звер[jо́] (зверьё), ка́м[н’о]м (камнем) — ко[н’о́]м (конём), дере́в[н’о]й (деревней) — зем[л’о́]й (землёй), ста́ро[jо] (старое) — мо[j’о́] (моё), ста́[н’о]ш (станешь) — не[с’о́]ш (несёшь) и т. п.

## Ёканье в характеристике северного наречия
Ареал возможного произношения [о] в соответствии с /о/ после мягких согласных перед твёрдыми в первом предударном слоге за исключением личных форм глаголов типа печь и нести́, в которых произносится [е] ([с’о]стра́ наряду с [с’е]стра́, но [н’е]су́ , [в’е]ду́ и т. п.), а также ареал произношения [о] в заударном положении перед твёрдыми согласными и в конечном открытом слоге (по́[л’о] (поле), вы́[н’о]с (вынес) и т. п.) — ёканье предударное и заударное — совпадают с ареалом распространения севернорусского наречия (отчасти продвигаясь в северные районы среднерусских говоров). Данная диалектная черта, неизвестная южнорусским говорам, является одной из фонетических черт, включённых в языковой комплекс северного наречия на основе многочленных соответственных явлений.